# Remo Gambelli
Remo Gambelli (Bologna, 23 febbraio 1880 – Montevirginio, 2 agosto 1976) è stato un generale italiano.

## Biografia
Remo Gambelli nacque a Bologna nel 1880.
Dopo il combattimento del primo conflitto mondiale, nel gennaio 1937 venne nominato generale di divisione e posto a capo della divisione "Metauro" ad Ancona, per poi passare nell'anno 1939 alla 18ª divisione di fanteria "Messina" e poi al corpo motorizzato.
Nel 1940 divenne generale di corpo d'armata comandante dell'VIII corpo ed ottenne successivamente la guida della I armata. Sempre nel 1940, il 27 agosto, ottenne l'incarico di comandante generale dell'Arma dei carabinieri reali che mantenne sino al 22 febbraio 1943 quando lasciò l'incarico per raggiunti limiti d'età. Venne quindi trattenuto in servizio con l'incarico di direttore generale della Leva sottufficiali e truppa.